# Marcin Oborski (marszałek sejmu)
Marcin Oborski z Obór herbu Pierzchała (zm. po 1697) – marszałek drugiego sejmu zwyczajnego w Warszawie w 1666 roku, marszałek sejmu zwyczajnego w Warszawie w 1672 roku, wojewoda podlaski od 1688, kasztelan podlaski od 1683, podkomorzy liwski od 1658, marszałek Trybunału Głównego Koronnego w 1693 roku, starosta liwski w 1666 roku, starosta gołąbski w 1678/1679 roku.
Student Akademii Krakowskiej w 1637. Od młodości związany z dworem królewskim. Dworzanin pokojowy króla Jana II Kazimierza. W 1657 był marszałkiem sejmiku generalnego mazowieckiego. W 1659, 1661, 1664/1665, 1667, 1669, 1674. Poseł sejmiku liwskiego ziemi liwskiej na sejm wiosenny 1666 roku. 16 września 1668 podpisał abdykację Jana II Kazimierza. Był gorącym zwolennikiem Michała Korybuta Wiśniowieckiego. Był pisarzem pokojowym Jana III Sobieskiego. Poseł sejmiku liwskiego na sejm koronacyjny 1676 roku, sejm 1678/1679 roku, sejm 1681 roku, poseł na sejm 1677 roku.
W 1672 roku elektor brandenburski Fryderyk Wilhelm I wypłacił Oborskiemu, który był marszałkiem sejmu 350 talarów. Elektorowi zależało, by sejm potwierdził traktaty welawsko-bydgoskie, dlatego Oborski miał zamknąć sesję sejmu, gdyby założono protest.
Uczestnik wyprawy wiedeńskiej. Z sejmu w 1690 został deputatem na Trybunał Skarbowy Koronny we Lwowie i Radomiu. W 1697 brał udział w sejmie elekcyjnym i podpisał oznajmienie wyboru Augusta II Mocnego.